# Четверо с одного двора
«Четверо с одного двора» — советский короткометражный рисованный мультфильм для детей, снятый режиссёром-мультипликатором Инессой Ковалевской на студии «Союзмультфильм», выпущенный в 1967 году. Первый мультфильм, текст песни к которому написал поэт-песенник Юрий Энтин.

## Сюжет
Жили на одном дворе четверо друзей: котёнок, щенок, козлёнок и маленький цыплёнок. Но только они всё время ругались из-за того, что у них всегда что нибудь пропадало. У котёнка пропало из миски молоко, у щенка — косточка, у козлёнка — морковка, а цыплёнка вообще чуть самого не съели. Но однажды друзья совсем случайно нашли крысу-воровку, которую потом все вместе дружно поймали в мышеловку и та поплатилась за своё воровство.

## Создатели
- Авторы сценария: Александр Кумма, Сакко Рунге
- Режиссёр: Инесса Ковалевская
- Художники-постановщики: Макс Жеребчевский, Даниил Менделевич
- Композитор: Геннадий Гладков
- Текст песни: Юрия Энтина
- Оператор: Елена Петрова
- Звукооператор: Сергей Крейль
- Монтаж: Изабелла Герасимова, Елена Тертычная
- Редактор: Пётр Фролов
- Художники-мультипликаторы: Галина Баринова, Эльвира Маслова, Леонид Носырев, Геннадий Сокольский, Яна Вольская, Наталия Богомолова, Ольга Орлова
- Ассистенты: Галина Андреева, Светлана Скребнёва, Светлана Кощеева
- Директор картины: Анна Зорина

### Роли озвучивали
- Клара Румянова — Котёнок
- Тамара Дмитриева — Щенок
- Мария Виноградова — Козлёнок
- Рина Зелёная — Цыплёнок

## О создании
Я заскочил в гости к другу — композитору Геннадию Гладкову (он работал на «Союзмультфильме»). А тот сидит и… стихи на свою музыку пишет. Спрашиваю: «Чего меня не позвал?» Оказалось, режиссёр Инесса Ковалевская не приняла ни один из 15 вариантов текстов песен к мультфильму для малышей «Четверо с одного двора» у приглашенного ею поэта. А деньги ему уже выплатили. Я сказал Геннадию: «Готов писать бесплатно и даже без упоминания в титрах!» 16-й — мой вариант стихов — приняли. Мультфильм имел успех. — Юрий Энтин